# شلبان عبد الناصر
شلبان عبد الناصر (مواليد 26 يونيو 2003) هو لاعب كرة قدم قطري يلعب مع نادي الغرافة يلعب كمدافع.

## مسيرة اللاعب
بدأ مع نادي الغرافة وأعير إلى نادي يوبين ب في عام 2022.